# Štitari (gmina Nikšić)
Štitari (cyr. Штитари) – wieś w Czarnogórze, w gminie Nikšić. W 2011 roku liczyła 17 mieszkańców.